# Фосано
Фосано (итал. Fossano) је насеље у Италији у округу Кунео, региону Пијемонт.
Према процени из 2011. у насељу је живело 18773 становника. Насеље се налази на надморској висини од 357 м.

## Становништво
Према резултатима пописа становништва 2011. у општини је живело 24.710 становника.
| 1936.  | 1951.  | 1961.  | 1971.  | 1981.  | 1991.  | 2001.  | 2011.  |
| ------ | ------ | ------ | ------ | ------ | ------ | ------ | ------ |
| 19.627 | 20.228 | 20.069 | 21.721 | 23.459 | 23.436 | 23.865 | 24.710 |

## Партнерски градови
- Rafaela, Camponogara, Gmina Długołęka